# Белик Дмитро Анатолійович
Дмитро Анатолійович Белик  (нар. 17 жовтня 1969 року, Якутська АРСР) — російський політичний діяч. Депутат Державної Думи РФ VII скликання, член комітету Держдуми з бюджету і податків з 5 жовтня 2016 року. Активний учасник окупації Криму Росією.

## Життєпис
Переїхав у Севастополь з Кемерово 1990 року. З травня 1995 по червень 2013 року — директор, заступник директора приватного підприємства «Біг-Крим» (Севастополь). 2006 року закінчив Сучасну гуманітарну академію (Москва) за спеціальністю «економіст». 2007 заснував першу в Севастополі приватну православну загальноосвітню школу «Маріамполь» (РПЦ).
Депутат Севастопольської міської ради IV, V і VI скликань. Голова земельної комісії; в V скликання — голова Постійної комісії з питань містобудівної політики, регулювання земельних і водних відносин. У VI скликання був головою постійної комісії з питань промисловості, агропромислового комплексу, торгівлі і підприємництва (по 21.6.2013), членом постійної комісії з соціально-гуманітарних питань (з 21.6.2013). Одночасно з 21 червня 2013 року — заступник голови Севастопольської міської державної адміністрації з питань соціальної політики.
Підтримав початок тимчасової окупації Криму, брав активну участь у роботі окупаційного уряду. З 4 березня по 13 травня 2014 року виконував обов'язки глави «адміністрації» Севастополя.
З 2014 року — заступник секретаря Севастопольського регіонального відділення та член Регіонального відділення партії «Єдина Росія» в Севастополі.
22 травня 2016 року висунутий кандидатом в депутати Державної думи РФ від окупаційної влади Севастополя. На вибори депутатів Державної Думи 18 вересня 2016 року переміг. У VII скликання Державної думи є членом фракції «Єдина Росія», є членом комітету з бюджету і податків.
З листопада 2016 щодо Бєліка діють санкції, введені Європейським Союзом: заборона в'їзду на територію Європейського співтовариства і заморожування рахунків на території ЄС.

### Сім'я
Одружений, виховує трьох дітей (за іншими даними — чотирьох).

## Політична діяльність
Делегат I сепаратистського з'їзду в Сєвєродонецьку, II з'їзду депутатів всіх рівнів півдня і центру України в Сєвєродонецьку.
2008 року був одним з ініціаторів встановлення пам'ятника Катерині II; виступав проти встановлення на Графській пристані таблички «90 років флоту України»; був одним з ініціаторів пропозиції про присудження Юрію Лужкову звання «Почесний громадянин Севастополя».
30 грудня 2009 року став ініціатором позачергової сесії Севастопольської міської Ради щодо ситуації, що склалася в місті Севастополі 26 грудня 2009 року. Тоді партія «Свобода» провела ходу по вулиці Леніна. Фактично — депутати вимагали заборони діяльності «Свободи».
На виборах 2012 року до Верховної ради балотувався від 224 округу Севастополя; набравши 27,8 % голосів, став другим (після Лебедєва). У повторних виборах (у зв'язку з переходом Лебедєва на посаду міністра оборони України) не брав участь, підтримавши олігарха Новинського.
З 26 грудня 2012 року очолював координаційну раду організацій російських співвітчизників (КСОРС) при генеральному консульстві Російської Федерації в Криму. 16 липня 2013 року заявив про вихід з фракції «Русский блок» Севастопольської міської ради.
Як в. о. голови «адміністрації» Севастополя, 7 березня 2014 року видав розпорядження про заборону використання у Севастопольській міськдержадміністрації української мови в діловодстві документообігу та про використання російської як офіційної.
Продюсер документального фільму про Станіслава Чиже — народного художника Криму, почесного громадянина Севастополя, творця пам'ятника Катерині II.

## Нагороди
- медаль ордена «За заслуги перед Вітчизною» II ступеня
- Медаль «За визволення Криму і Севастополя» (17 березня 2014 року)[14]